# Doctor Doctor (brano musicale)

Doctor Doctor è un brano del gruppo musicale inglese UFO, pubblicato nel 1974.

## Storia
La musica è stata composta dal chitarrista tedesco Michael Schenker all'età di diciotto anni, mentre l'autore del testo è il cantante Phil Mogg. È stato pubblicato come singolo tratto dal loro LP Phenomenon (1974).
Il singolo non è entrato nella UK Singles Chart, ma è entrato al novantasettesimo posto in Australia, loro unico risultato nella classifica di quel paese. Una sua versione dal vivo, contenuta nel loro live Strangers in the Night del 1979 è stata pubblicata come singolo e ha raggiunto la top 40 in patria. Nel 2010, una ulteriore versione con Vinnie Moore alla chitarra è stata inserita nel loro album Best of a Decade.
Sia gli UFO, sia il nuovo gruppo di Schenker, il Michael Schenker Group, suonano regolarmente il brano in quasi tutti i loro concerti.
È stata rieseguita e, a volte, ripubblicata da diversi altri gruppi, innanzitutto dagli Iron Maiden, che oltre a eseguire occasionalmente la propria versione, usano il pezzo originale come intro a quasi tutti i loro concerti a partire dal 2000.

## Significato
La canzone è il lamento di un cuore frantumato da una storia d'amore tossica. Il protagonista invoca un dottore che lo possa curare dalla "confusione in cui mi trovo".